# Тупољев АНТ-16
Тупољев АНТ-16 / Тупољев ТБ-4 (Tupoljev ANT-16/Tupoljev TB-4), (рус. Туполев АНТ-16 / ТБ-4), је био совјетски тешки шестомоторни бомбардер из периода раних 1930-их година. Пројектовао га је ОКБ 156 Тупољев (Опитни Конструкциони Биро - Тупољев) и остао је само на прототипу.

## Пројектовање и развој
Совјетско војно ваздухопловство је новембра месеца 1929. године поставило захтев ЦАГИ институту за пројект тешког бомбардера, а марта месеца 1930. године одобрила захтев за нови бомбардер погоњен моторима Микулин М-34 са укупном снагом од 5.000 KS. Према том захтеву авион је требало да има максимално оптерећење од око 18 t од чега наоружања око 10 t, долет авиона 2.000 km, максимална брзина 200 km/h, практични плафон лета 5.000 m и да користи полетно слетну стазу највеће дужине 300 m.
Савет одбране је у априлу 1930. године одобрио план за експерименталне авионе у који је био укључен и АНТ-16. У мају месецу те године у ОКБ 156 Тупољев (Опитни Конструкциони Биро - Тупољев) је почео рад на идејном пројекту под вођством А. Н. Тупољева., у децембру су добијени мотори, а у фебруару 1933. је почела израда прототипа, да би у јулу месецу авион био спреман за тестирање. Тестирање авиона је почео 3. јула 1933. године пилот М. Громов. Пошто авион на тестирању није могао да надмаши по својим карактеристикама свог претходника АНТ-6/ТБ-3 пројект је крајем 1933. године прекинут

### Технички опис
Тупољев АНТ-16/ТБ-4 је нискокрилни једнокрилни четворомоторни авион потпуно металне конструкције (носећа структура од челичних профила и цеви а оплата од таласастог алуминијумског лима, оплата од таласастог лима даје додатну торзиону крутост авиону), конструкција крила и трупа је веома слична оној код авиона АНТ-6/ТБ-3са разликом у димензијама. Погонску снагу авиону је давало 6 мотора Микулин М-34 (линијски мотори V распореда хлађени течношћу) снаге 750 KS што је чинили укупно 4.500 KS. Четири мотора се налазило на крилима а два су постављена изнад трупа авиона. Сваки мотор је имао двокраку дрвену елису. Авион има фиксни (неувлачећи) стајни трап система трицикл са по једним точком са сваке стране смештан испод крила авиона, трећа ослона тачка је точак који се налази на репу авиона. Труп авиона је правоугаоног попречног пресека. Авион је опремљен дуплим командама, а пилоти су седели један поред другог у отвореном кокпиту. Стрелци су такође стајали у отвореним турелама један у носу авиона а друга двојица између кабине пилота и репа авиона. Авион је тако конструисан да се може лако раставити у подсклопове (труп, крила, реп) и превозити железницом.

## Наоружање
- Стрељачко: 2 топа 20 mm, 10 митраљеза 7.62 mm у паровима у позицијама: нос, две под крилима, и две на леђима.
- Бомбе: 10.000 до 11.800 kg бомби.

## Оперативно коришћење
До оперативног коришћења овог авиона није дошло, јер се од пројекта одустало након фабричког тестирања авиона.

## Земље које су користиле овај авион
- СССР